# Narcisa decidua
Narcisa decidua là một loài bọ cánh cứng trong họ Trogossitidae. Loài này được Pascoe miêu tả khoa học năm 1863.